# Топологический дефект
Топологический дефект (топологический солитон) — решение системы дифференциальных уравнений в частных производных или уравнений квантовой теории поля, гомотопически отличное от вакуумного решения.
Примерами являются солитоны, которые существуют во многих точно решаемых моделях, винтовые дислокации в кристаллических материалах, скирмион и модель Весса—Зумино—Виттена в квантовой теории поля.

## Космология
Некоторые теории великого объединения предсказывают топологические дефекты, которые должны были сформироваться в ранней Вселенной.

## Физика конденсированного состояния вещества
В физике конденсированного состояния теория гомотопических групп представляет собой естественный инструмент для описания и классификации дефектов в упорядоченных системах. Топологические методы использовались при решении некоторых задач теории конденсированного состояния. Пинару (Poénaru) и Таулесс использовали топологические методы, чтобы получить условие при котором линейные дефекты в жидких кристаллах могут пересекать друга друга без запутывания. Это явилось нетривиальным применением топологии в физике и привело к открытию своеобразного гидродинамического поведения сверхтекучего гелия-3 в A-фазе.

### Стабильность дефектов
Теория гомотопий глубоко связана со стабильностью топологических дефектов. В случае линейных дефектов, если замкнутый путь может быть непрерывно деформирован в одну точку, то дефект нестабилен, а в противном случае стабилен.
В отличие от космологии и теории поля, топологические дефекты в конденсированной среде могут наблюдаться экспериментально.